# Melting Me Softly
Melting Me Softly (en hangul,  날 녹여주오; RR:  Nal Nokyeojuo; lit.: Melt Me), es una serie de televisión surcoreana transmitido del 28 de septiembre del 2019 hasta el 17 de noviembre del 2019 a través de tvN.

## Historia
Ma Dong-chan y Go Mi-ran terminan congelados luego de que algo saliera mal durante un experimento, ambos se despiertan 20 años en vez de 24 horas, y pronto se dan cuenta de que deben mantener su temperatura corporal a 31,5 °C y esta no debe aumentar para poder sobrevivir.

## Reparto[11]

### Personajes principales
| Actor                   | Personaje    | Ocupación                              | N.º de episodios | Ref.                 |
| ----------------------- | ------------ | -------------------------------------- | ---------------- | -------------------- |
| Ji Chang-wook           | Ma Dong-chan | Director de Televisión                 | 16               | [ 12 ] [ 13 ]        |
| Won Jin-ah              | Ko Mi-ran    | Empleada de la Estación de Transmisión | 16               | [ 14 ] [ 15 ]        |
| Yoon Se-ah Chae Seo-jin | Na Ha-young  | Anunciadora                            | -                | [ 16 ] [ 17 ] [ 18 ] |

### Personajes recurrentes
| Actor                      | Personaje                    | Ocupación                                  | N.º de episodios | Ref.          |
| -------------------------- | ---------------------------- | ------------------------------------------ | ---------------- | ------------- |
| Im Won-hee Lee Hong-gi     | Son Hyun-gi                  | -                                          | -                |               |
| Kim Won-hae                | Ma Pil-goo                   | Padre de Dong-chan                         | -                |               |
| Yoon Seok-hwa              | Kim Won-jo                   | Madre de Dong-chan                         | -                |               |
| Kang Ki-doong Kim Won-hae  | Ma Dong-shik                 | Hermano menor de Dong-chan                 | -                |               |
| Han Da-sol Jeon Soo-kyung  | Ma Dong-joo                  | Hermana menor de Dong-chan                 | -                |               |
| Lee Do-yeop                | Baek Young-tak               | Esposo de Dong-joo                         | -                | [ 19 ]        |
| Oh A-rin                   | Ma Seo-yoon                  | Hija de Dong-shik                          | -                |               |
| Shim Hyung-tak Baro        | Hwang Byung-shim             | Profesor de Psicología / Exnovio de Mi-ran | -                |               |
| Song Ji-eun Seo Jeong-yeon | Oh Young-sun                 | Esposa de Byung-shim                       | -                |               |
| Oh Ha-nee Park Hee-jin     | Park Kyung-ja                | Amiga de Go Mi-ran                         | -                |               |
| Choi Bo-min                | Hwang Ji-hoon                | Hijo de Byung-shim                         | -                | [ 21 ] [ 22 ] |
| Jung Hae-kyun              | Kim Hong-seok                | -                                          | -                |               |
| Han Jae-yi                 | -                            | -                                          | -                |               |
| Hong Seo-baek              | Mr. Lee                      | Productor                                  | -                |               |
| Gil Hae-yeon               | Yoo Hyang-ja                 | Madre de Mi-ran                            | -                |               |
| Park Choong-sun            | Ko Yoo-han                   | Padre de Mi-ran                            | -                |               |
| Park Min-soo Yoon Na-moo   | Ko Nam-tae                   | Hermano menor de Mi-ran                    | -                |               |
| Seo Hyun-chul              | Hwang Kap-soo                | -                                          | -                | [ 23 ]        |
| Lee Moo-saeng Kim Wook     | Cho Ki-beom                  | Socio de Kap-soo                           | -                |               |
| Kim Bup-rae                | Lee Hyung-doo / Lee Seok-doo | -                                          | -                |               |

### Otros personajes
| Actor         | Personaje    | Ocupación        | Episodio donde apareció | Ref.   |
| ------------- | ------------ | ---------------- | ----------------------- | ------ |
| Han Ki-woong  | Lee Jung-woo | Hijo de Seok-doo | 12-13                   |        |
| Lee Bong-ryun | Park Yoo-ja  | -                | -                       |        |
| Han Jae-yi    | So           | Productora       |                         | [ 24 ] |

### Apariciones especiales
| Actor          | Personaje                  | Ocupación              | Episodio donde apareció | Ref.   |
| -------------- | -------------------------- | ---------------------- | ----------------------- | ------ |
| Tony An        | -                          | -                      | 1                       |        |
| Lee Hong-gi    | Son Hyun-gi (de joven)     | Asistente de Dirección | -                       | [ 25 ] |
| Baro           | Hwang Byung-shim (en 1999) | Militar                | -                       |        |
| Chae Seo-jin   | Na Ha-young (de joven)     | Locutora               | -                       |        |
| Byung Hun      | -                          | -                      | -                       |        |
| Kim Soo-ro     | -                          | -                      | 6                       |        |
| Ra Mi-ran      | -                          | -                      | 6                       |        |
| Park Jin-young | Jang Woo-shin              | -                      | 14                      | [ 26 ] |

## Episodios
La serie está conformada por 16 episodios, los cuales fueron emitidos todos los sábados y domingos a las 21:00 (KST).

### Raitings
| N.º      | Fecha de emisión         | Título                            | Promedio de audiencia | Promedio de audiencia |
| N.º      | Fecha de emisión         | Título                            | AGB Nielsen           | AGB Nielsen           |
| N.º      | Fecha de emisión         | Título                            | Escala Nacional       | Seúl                  |
| -------- | ------------------------ | --------------------------------- | --------------------- | --------------------- |
| 1        | 28 de septiembre de 2019 | The Origin Of Cryogenics          | 2.486 %               | 2.606 %               |
| 2        | 29 de septiembre de 2019 | Resurrection                      | 3.177 %               | 2.858 %               |
| 3        | 5 de octubre de 2019     | The Days We Lost                  | 3.163 %               | 3.278 %               |
| 4        | 6 de octubre de 2019     | Some Like It Cold                 | 3.201 %               | 3.250 %               |
| 5        | 12 de octubre de 2019    | The Destiny Of 31.5 Degree!       | 2.063 %               | 2.126 %               |
| 6        | 13 de octubre de 2019    | Captain Korea                     | 2.481 %               | 2.777 %               |
| 7        | 19 de octubre de 2019    | All About Love                    | 1.843 %               | 2.101 %               |
| 8        | 20 de octubre de 2019    | Fling and Fight                   | 2.419 %               | 2.511 %               |
| 9        | 26 de octubre de 2019    | Between the Cold and the Passion  | 1.160 %               | N/A                   |
| 10       | 27 de octubre de 2019    | Non, Je Ne Regrette Rien          | 2.074 %               | 1.983 %               |
| 11       | 2 de noviembre de 2019   | Family, After All                 | 1.461 %               | N/A                   |
| 12       | 3 de noviembre de 2019   | To Die or To Be Mad               | 1.622 %               | N/A                   |
| 13       | 9 de noviembre de 2019   | The Truth Too Late                | 1.774 %               | 1.491 %               |
| 14       | 10 de noviembre de 2019  | The People Who Want To Get Frozen | 1.765 %               | 1.271 %               |
| 15       | 16 de noviembre de 2019  | Hot Guy and Cold Girl             | 1.432 %               | N/A                   |
| 16       | 17 de noviembre de 2019  |                                   | 2.282 %               | 2.407 %               |
| Promedio | Promedio                 | Promedio                          | 2.150 %               | -                     |

## Música

### Parte 1
| N.º | Intérprete | Canción                           | Letra                              | Música                             | Duración |
| --- | ---------- | --------------------------------- | ---------------------------------- | ---------------------------------- | -------- |
| 1   | K.Will     | "Right In Front Of You" (네 앞에) | Park Geun-chul, DANI y Jung Su-min | Park Geun-chul, Jung Su-min y DANI | 4:00     |
| 2   | -          | "Right In Front Of You" (Inst.)   | -                                  | Park Geun-chul, Jung Su-min y DANI | 4:00     |

### Parte 2
| N.º | Intérprete    | Canción                           | Letra                | Música               | Duración |
| --- | ------------- | --------------------------------- | -------------------- | -------------------- | -------- |
| 1   | Yoo Yeon-jung | "You Have To Tell Me" (꼭 말해줘) | Jayins y Han Jae-wan | Jayins y Han Jae-wan | 3:13     |
| 2   | -             | "You Have To Tell Me" (Inst.)     | -                    | Jayins y Han Jae-wan | 3:13     |

### Parte 3
| N.º | Intérprete    | Canción                                 | Letra          | Música         | Duración |
| --- | ------------- | --------------------------------------- | -------------- | -------------- | -------- |
| 1   | Ji Chang-wook | "When Love Passes By" (사랑이 지나가면) | Lee Young-hoon | Lee Young-hoon | 4:11     |
| 2   | -             | "When Love Passes By" (Inst.)           | -              | Lee Young-hoon | 4:11     |

### Parte 4
| N.º | Intérprete    | Canción               | Letra                 | Música                         | Duración |
| --- | ------------- | --------------------- | --------------------- | ------------------------------ | -------- |
| 1   | Parc Jae-jung | "Ice Doll" (얼음인형) | Park Geun-chul y dani | Park Geun-chul y Jung Goo-hyun | 4:10     |
| 2   | -             | "Ice Doll" (Inst.)    | -                     | Park Geun-chul y Jung Goo-hyun | 4:10     |

## Producción
Creada por "Studio Dragon", la serie también es conocida como "Melt Me".
Fue dirigida por Shin Woo-cheol y escrita por Baek Mi-kyung, mientras que la producción estuvo a cargo de Baek Mi-kyung y Choi Yeon-ju.
La primera lectura del guion fue realizada en junio del 2019, mientras que el 20 de septiembre del mismo año se realizó la conferencia de prensa donde asistieron los actores Ji Chang-wook, Won Jin-ah, Yoon Se-ah e Im Won-hee, así como el director Shin Woo-chul y el escritor Baek Mikyung.
La serie contó con el apoyo de la compañía de producción "Story Phoenix".

### Recepción
La serie no fue muy bien recibida y obtuvo muy bajos números de audiencia.